# Grit van Hoog
Grit van Hoog (* 22. Mai 1941 in Rotterdam als Gurie Bouma) ist eine niederländische Schlagersängerin.

## Leben und Wirken
Im Jahre 1963 erschien in Deutschland ihre erste Schallplatte: Träumen, ist das nicht wunderschön (A-Seite), Das Glück kommt von Treusein (B-Seite). Die Scheibe war ziemlich erfolgreich, vor allem der A-Titel. Dieser findet sich auch auf der LP „Die grosse Star- und Schlagerparade 1963. Mit 16 Spitzenschlagern“. In den Niederlanden war van Hoog mehr als Jazzsängerin bekannt. Weitere Singles erschienen in Deutschland. 1968 entstand unter der Leitung von Horst Jankowski und Bernd Rabe ihr Album Porträt in Musik. Die Künstlerin hatte in der BRD wie auch in der DDR einige Fernsehauftritte. Anfang der 1970er Jahre hatte sich die Künstlerin immer mehr aus dem Showbusiness zurückgezogen.

## Diskografie

### Alben
- Porträt in Musik (Finale; 1968)

### Singles
- Sag gute Nacht zu mir / Heut' wird ein Märchen wahr 1963
- Träumen, ist das nicht wunderschön / Das Glück kommt vom Treusein 1963
- Weißes Träumboot / Eine Bank für uns zwei 1963
- Küß mich / Laß mich niemals wieder weinen 1964
- Wenn ich träume / Sag ein liebes Wort 1964
- Zeg goede nacht m'n schat / Kom je, liefste, kom? 1964
- Sag gut Nacht zu mir / Heut' wird ein Märchen wahr 1964
- Wohin der Wind dich weht / Du gingst vorbei 1972
- Ich glaube endlich an das Glück / Diese Nacht 1972